# Anschlagsversuch in Dänemark 2018
Der Anschlagsversuch in Dänemark 2018 war ein angeblich geplanter Attentatsversuch des iranischen Geheimdiensts Ende September 2018 auf iranische Oppositionelle der Organisation ASMLA. Der dänische Nachrichtendienst PET konnte den Anschlag verhindern, wobei Teile der Insel Seeland am 28. September 2018 abgeriegelt wurden. Der Iran widersprach der Darstellung und bestritt, einen Anschlag geplant zu haben.

## Hintergrund
Der Iran trachtet weltweit Oppositionellen und Regimekritikern nach dem Leben. 2017 wurde ein iranischer Oppositioneller in Den Haag durch den iranischen Geheimdienst liquidiert.

## Intervention der Behörden
Am 28. September 2018 wurden Brücken und Fährverbindungen der Insel Seeland gesperrt. Am 30. Oktober 2018 erklärte der dänische Inlandsnachrichtendienst PET, dass es sich bei der Polizeiaktion um die Verhinderung eines geplanten Anschlags auf dänischem Boden durch den iranischen Geheimdienst gehandelt habe. Ziel des Anschlags seien iranische Oppositionelle gewesen, die der Organisation ASMLA angehören. ASMLA kämpfen teilweise mit Terrorattacken in Iran für einen eigenen arabischen Staat in der ölreichen Provinz Chusestan.
Hintergrund des Verdachts auf einen Anschlag war laut dem dänischen Inlandsgeheimdienst PET, dass ein verdächtiger Mann Fotos vom Wohnort des Anführers einer iranischen Separatistenbewegung gemacht hatte. An der Sperrung der Verbindungen nach Schweden waren hunderte Polizisten und Soldaten im Einsatz gewesen.

## Nachspiel
Ein Verdächtiger mit norwegischem Pass und iranischen Wurzeln wurde am 21. Oktober 2018 festgenommen und befindet sich in Untersuchungshaft. Er soll dem iranischen Geheimdienst ermöglicht haben, in Dänemark zu agieren. Außerdem wird ihm eine Beteiligung am vereitelten Anschlag vorgeworfen. Drei ASMLA-Mitglieder stehen weiterhin unter besonderem Polizeischutz.
Der Botschafter des Iran wurde ins dänische Außenministerium einbestellt und die dänische Regierung berief ihren Botschafter aus Teheran als Folge des geplanten Anschlags ab.

## Reaktionen

### Rechtliche Schritte gegen ASMLA
Dänische Behörden prüfen Schritte gegen Mitglieder der ASMLA, da diese Terrorismus gebilligt haben im Zusammenhang mit einem Anschlag mit 25 Toten am 22. September.

### Rechtliche Schritte gegen den Iran
Der dänische Staatsminister Lars Løkke Rasmussen prüft Sanktionen gegen den Iran.

„Jeg vil ikke udelukke nogen tiltag på forhånd. Sagen skal drøftes med vores nære europæiske partnere, der står over for den samme udfordring – at iranerne rejser til vores nationer og udøver en middelalderlig form for håndhævelse af lov og orden [...] Mulige yderligere sanktioner mod Iran vil skulle diskuteres i EU og kræver enstemmighed. Men for Danmark er holdningen klar: Vi ser gerne yderligere sanktioner mod Iran.“

„Ich möchte keine Aktionen im Voraus ausschließen. Die Angelegenheit muss mit unseren engen europäischen Partnern diskutiert werden, die vor der gleichen Herausforderung stehen – die Iraner reisen in unsere Länder und praktizieren eine mittelalterliche Form der Strafverfolgung. [...] Mögliche weitere Sanktionen gegen den Iran müssen in der EU diskutiert werden und erfordern Einstimmigkeit. Aber für Dänemark ist die Einstellung klar: Wir würden gerne weitere Sanktionen gegen den Iran sehen.“

### Sanktionen der EU
Anfang 2019 verhängte die EU Sanktionen gegen zwei Iraner. Die beiden sollen sowohl an den vermutlich geplanten Terroranschlägen in Dänemark als auch an einem weiteren in Frankreich beteiligt gewesen sein. Sie wurden in die sogenannte EU-Terrorliste eingetragen. Bei den Betroffenen handelt es sich um den iranischen Diplomaten Assadollah Asadi und dem Vizechef des iranischen Geheimdiensts Saeid Hashemi Moghadam. Ihre Vermögenswerte wurden eingefroren und Einreiseverbote verhängt. Die iranische Regierung kritisiert die Entscheidung. Der dänische Ministerpräsident Lars Løkke Rasmussen lobte die Entscheidung mit den Worten Die EU steht zusammen – solche Aktionen sind inakzeptabel und müssen Konsequenzen haben.